# Hjälmeskulla
Hjälmeskulla är en bebyggelse öster om Kungsbacka i Tölö socken i Kungsbacka kommun. Från 2015 avgränsar SCB här en småort.